# Băbească neagră

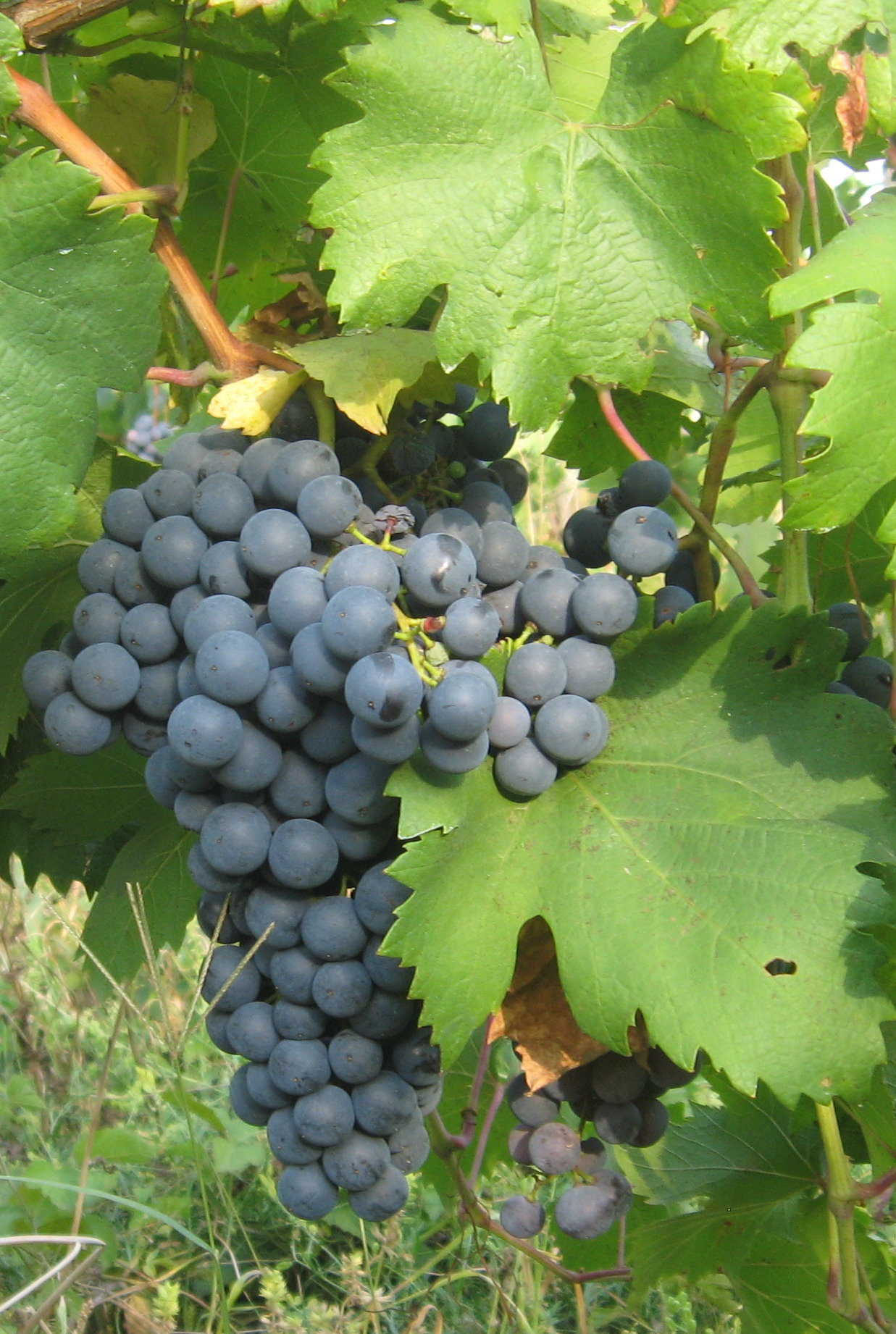
Teelt in Moldavië

De Băbească neagră is een zeer oude Roemeense blauwe druivensoort, waar lichte rode wijn met een hoge zuurgraad van wordt gemaakt.

## Geschiedenis
Uit oude documenten blijkt dat deze zeer oude variëteit al in de 14e eeuw bestond. De oorsprong wordt gevonden in de wijngaarden van Nicorești, in het district Galați in de Roemeense provincie Moldova.
Băbească neagră betekent overigens grootmoeders zwarte.

## Kenmerken
Wilde en sterke groeier, die echt ingetoomd moet worden, wil er uiteindelijk goede wijn van gemaakt worden. De bloei is niet vroeg, zodat dan geen kans meer bestaat op nachtvorst. Gevoelig voor echte meeldauw, valse meeldauw en botrytis.
Bovendien kan er bij de bloei millerandage ontstaan, wat inhoudt dat er geen vruchtzetting plaatsvindt. Kleurpigmenten zijn niet echt aanwezig en de afdronk geeft veel rood fruit, met name kersen. 

## Gebieden
In Roemenië wordt ongeveer 4.500 hectare met dit ras beplant, vooral in het oosten in het district Galați. Hier komen de wijnen vandaan die bestemd zijn voor lokale consumptie. De betere kwaliteit komt uit de regio's Nicorești en Odobești. De eerste heeft een eigen appellation. Op kleine schaal komt deze druif ook voor in Moldavië met 80 hectare en Oekraïne.

## Synoniemen[1]
- Aldarusa
- Asil kara
- Băbească
- Băbiască Niagra
- Băbiaskă Niagra
- Bobiaskă Niagra
- Bobyaksa Nigra
- Bobyaska Nyagra
- Caldarusa
- Chernyi Redkii
- Chernyl Redkyl
- Ciornai Redchii
- Ciornii Redchii
- Copuiac
- Cracana
- Cracanata
- Crecanate
- Gara Serektsiya
- Goldaroucha
- Grossmuttertraube
- Hexentraube
- Kaouchanskii
- Koldaroucha
- Koldarusha

- Koldursha
- Koptchak
- Koptchakk
- Krekanat
- Krekanate
- Neagra Rara
- Niagra Rara
- Nyagra Rara
- Poama Rara Neagra
- Poma Rara Niagra
- Poma Rara Nyagra
- Racanata
- Ramturata
- Rara Neagra
- Rara Negra Moldarsky
- Rara Niagra
- Rara Nyagra
- Rara Neagra
- Raschirata
- Rastoparca
- Rastopirka
- Rastopyrka
- Rastrepa
- Rastreppa

- Rastriopa
- Redkyi chernyi
- Rekhavo Grazdi
- Rekhavo Grozdi
- Rekhavo Grozdy
- Rexavo Grozdi
- Richkirate
- Richkiriata
- Riedkym
- Rimtsurate
- Rimtzourate
- Rindsourata
- Rishki rate
- Rossmuffertraube
- Rostopiska
- Rostopoveska
- Rychkirate
- Rymourate
- Rympurate
- Ryshkirate
- Sässer
- Sassep
- Sasser

- Serecsia
- Serecsia Ciornaia
- Serectia
- Serectia Ciornaia
- Sereksia Chornaya
- Sereksiya
- Sereksiya Chernaya
- Sereksiya Tschiornaya
- Serektsiya
- Serexia
- Serexia Noir
- Serexia Tcheurnaia
- Sesser
- Stropatai
- Stropatnyi
- Stropaty
- Stropatyi
- Tchernyi Redkii
- Tcheurny Redky
- Timofeevka
- Totlear
- Tsotler
- Tsotlyar